# 夏大銘
夏大銘（か だいめい、シャ・ダミン、1984年12月1日 - ）は、台湾の囲碁棋士。台北市出身、台湾棋院六段。新人王戦優勝3回、天元戦準優勝など。

## 経歴
1999年アマチュア十傑戦に8位となり、2001年まで3年連続で入賞。世界青少年囲碁選手権大会3位。東鋼杯アマチュア戦3位、議長杯2位、アジアアマチュア八国戦4位など。2002年に台湾棋院初段。同年第1期天元戦に準優勝、二段。2004年三段、新人王戦優勝。2005年新人王戦連覇、四段。2007年、3回目の新人王戦優勝、中環杯囲棋オープン戦ベスト4、五段。
2008年CMC杯電視快棋戦準優勝。2009年思源杯戦ベスト4。2010年日台精鋭プロ選手権出場。2011年東鋼杯プロ囲棋戦ベスト4、六段。

### タイトル歴
- 新人王戦 2004、05、07年

### 他の棋歴
- 天元戦 準優勝 2002年
- CMC杯電視快棋戦 準優勝 2008年
- 関西棋院台湾棋院交流戦
  - 2004年 ○今井一宏、○田村千明
  - 2005年 ○古谷裕、○田村千明、×関山利道、×村川大介、○倉橋正行、×中野泰広
  - 2006年 ×村川大介、×瀬戸大樹
  - 2007年 ×村川大介
  - 2009年 ×藤井秀哉
  - 2010年 ×河英一、×畠中星信、○出口万里子
  - 2011年 ○飛田早紀